# Forcella
Forcella (« Fourche » en italien) est en Italie le nom d'un quartier populaire de la ville de Naples. 

## Description

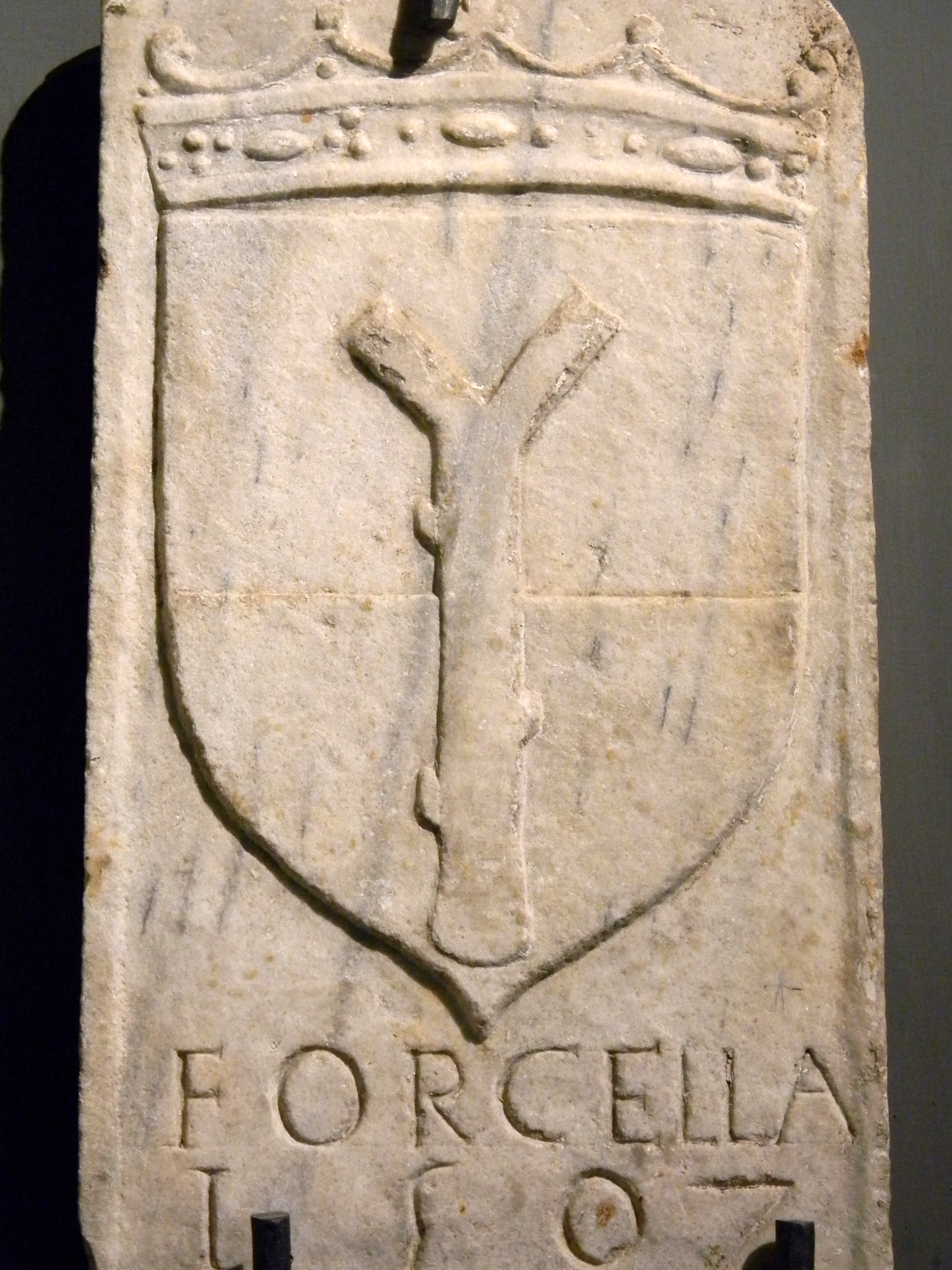
Blason du ‘’Sedile’’ de Forcella, d'un sculpteur napolitain inconnu (XVIe siècle), situé dans le Musée diocésain de Naples, qui rappelle le symbole initiatique du « Y pythagoricien », c'est-à-dire une fourche représentant la bifurcation idéale entre les sentiers du vice et de la vertu, transposée dans la forme urbaine de Forcella.

Situé près du centre historique de la cité parthénopéenne, le quartier Forcella est une enclave de 3 kilomètres carrés à deux pas du Dôme, au cœur de Naples, entre les quartiers Pendino et San Lorenzo, près de la Via Duomo et entre Spaccanapoli et le Corso Umberto I. Le nom du quartier vient de sa caractéristique bifurcation en forme de Y qui rappelle la forme d'une fourche.

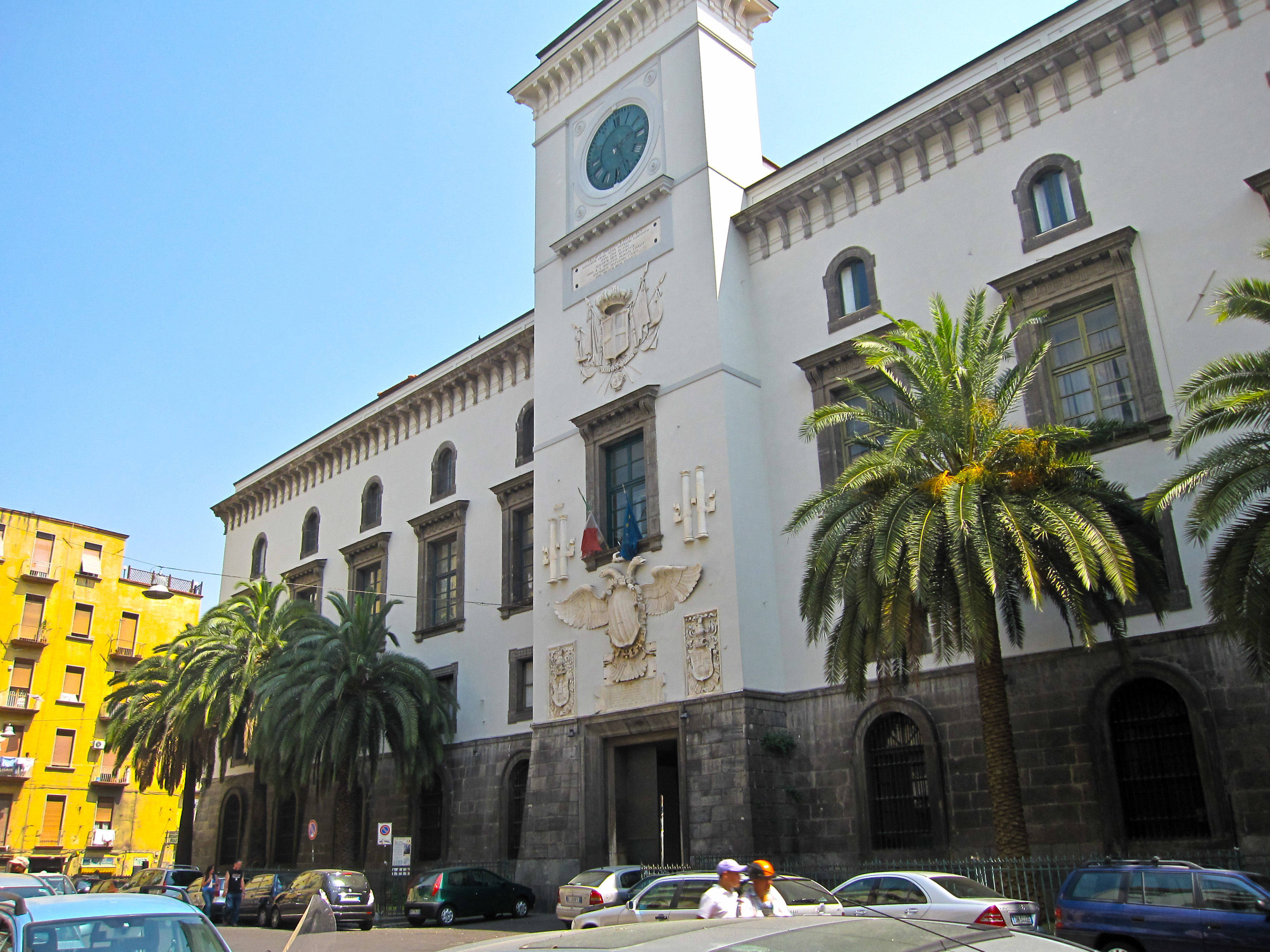
Castel Capuano.

À Forcella se trouvent des bâtiments et des monuments historiques, tels que le Castel Capuano, le Monte dei Poveri, le Palazzo Santa Maria Porta Coeli et le théâtre Trianon, en face duquel se trouve également l'ancien Cippo a Forcella, des pierres autrefois faisant partie de la porte murale de Neapolis ; d'où l'expression napolitaine « 'Sta cosa s'arrecorda 'o Cippo a Furcella » (« Cette chose rappelle le Cippo a Forcella »), pour dire que c'est quelque chose de très ancien.
Dans le quartier, on trouve également de nombreuses églises, telles que :
- Église Sant'Agostino alla Zecca
- Église Sant'Agrippino a Forcella
- Église San Giorgio Maggiore
- Église Santa Maria della Pace

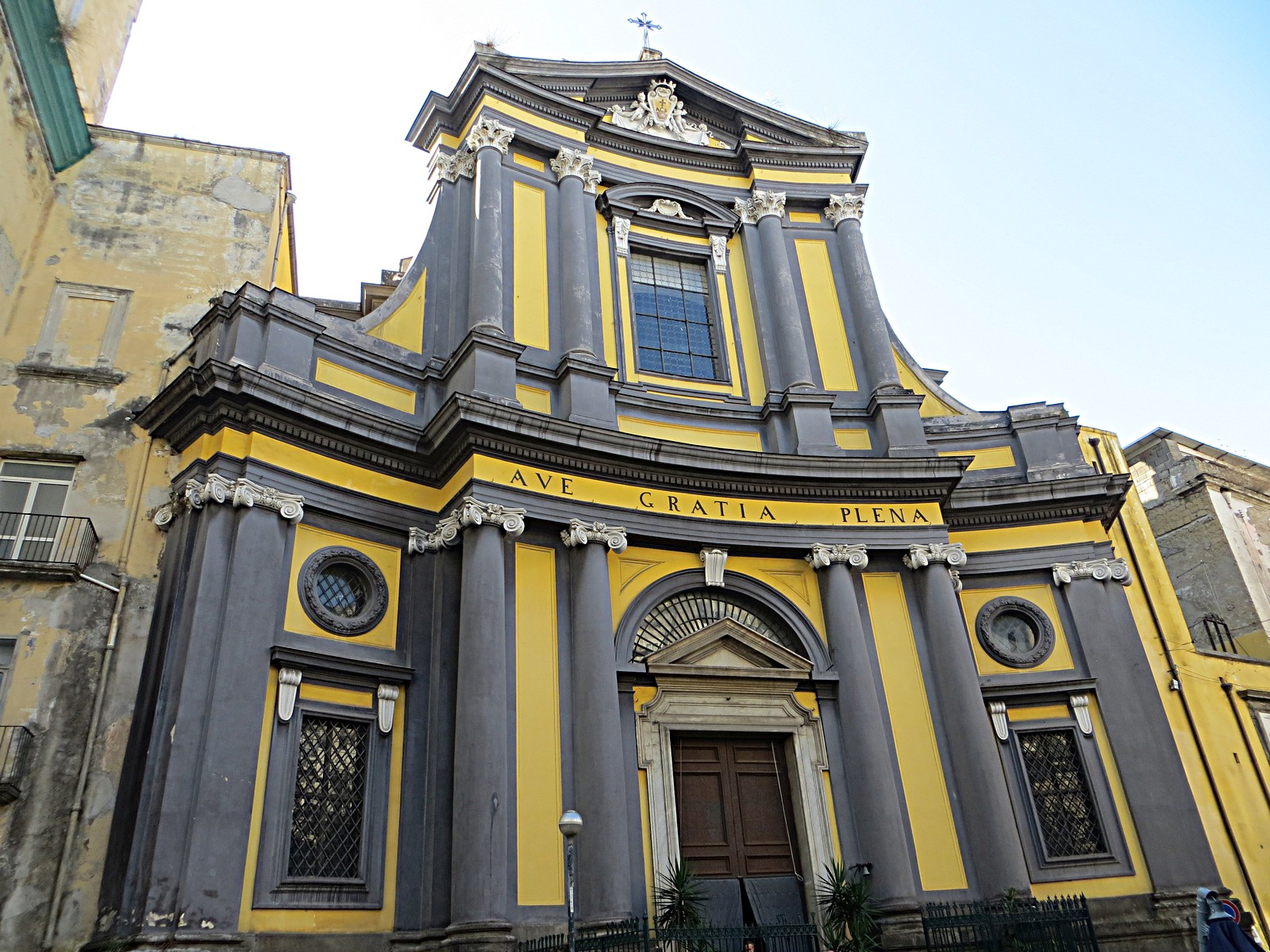
Basilique de la Sainte-Annonciation-Majeure de Naples

- Église Santa Maria Egiziaca a Forcella
- Église Santa Maria a Piazza
- Église Santa Maria a Sicola
- Basilique de la Sainte-Annonciation-Majeure de Naples.

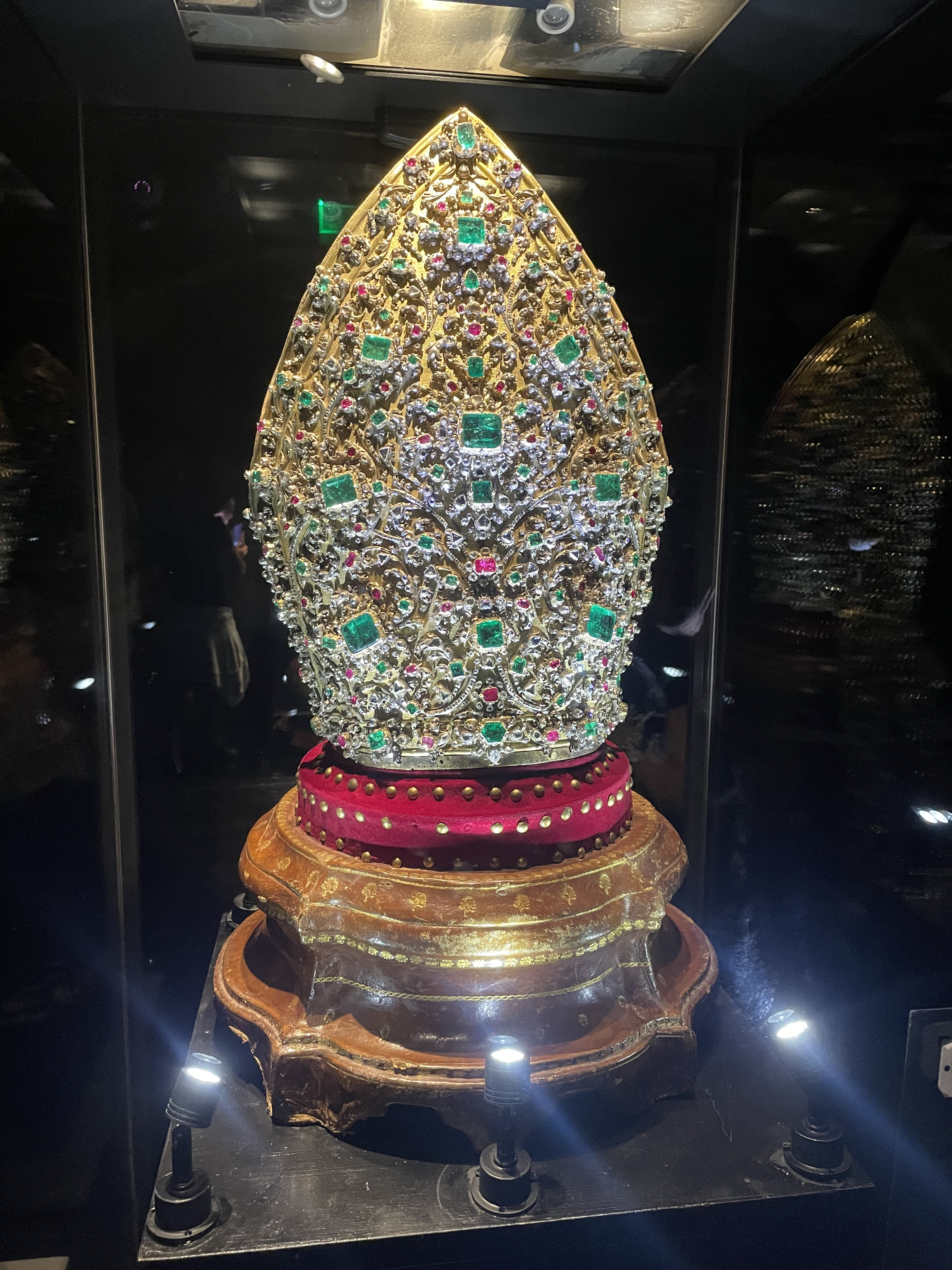
Tiare de Saint Janvier, Musée du Trésor de San Gennaro.

Le Musée du Trésor de San Gennaro, le Pio Monte della Misericordia et ilCartastorie (Musée des Archives Historiques de la Fondation "Banco di Napoli") peuvent être visités en Forcella.
Ces dernières années, une attraction touristique est devenue le mural de Saint Janvier, œuvre de l'artiste Jorit.

## Problèmes sociaux
Entre les années 70 et 90, ce quartier a joué un rôle décisif dans les logiques de la camorra, lorsque Luigi Giuliano était le chef du Clan Giuliano; de nombreux commerces sont obligés de lui payer une taxe : il pizzo. Un quartier qui, au dire de Don Luigi Merola, est « abandonné par un État » qui ne « tient pas les promesses faites ». 
Le 28 mars 2004, le quartier, pourtant habitué à la violence de la camorra, fut marqué par la mort tragique d'une innocente, Annalisa Durante, une adolescente âgée de 14 ans tuée par erreur lors d'un échange de tirs entre mafieux,,. Le tireur est Salvatore Giuliano, 20 ans, membre du clan Giuliano. Giuliano, qui risquait la prison à vie, fut d'abord condamné à 24 ans de prison ferme, peine rabaissée en appel à 18 ans, avant d'être condamné définitivement à 20 ans de prison ferme en 2008. 